# Daemonorops treubiana
Daemonorops treubiana är en enhjärtbladig växtart som beskrevs av Odoardo Beccari. Daemonorops treubiana ingår i släktet Daemonorops och familjen Arecaceae. Inga underarter finns listade i Catalogue of Life.